# Râul Mare, Bârsa
Râul Mare este un afluent al râului Bârsa. Se formează la confluența brațelor Valea Cheii și Colțul Scris

## Hărți
- Harta Județului Brașov
- Harta Munților Piatra Craiului  Arhivat în 27 mai 2008, la Wayback Machine.